# Система центральноамериканской интеграции
Система центральноамериканской интеграции (исп. Sistema de la Integración Centroamericana, SICA) — международная организация, созданная 12 декабря 1991 года, объединяющая страны Центральной Америки. Организация призывает присоединяться в качестве наблюдателей другие страны мира в рамках программ Генеральной ассамблеи ООН и имеет представительство в штаб-квартире ООН в Нью-Йорке.
Система центральноамериканской интеграции создана в ходе процесса политической, культурной и экономической интеграции стран региона, начавшегося в 1907 году с образованием Центральноамериканского суда. В 1951 г. с подписанием Сан-Сальвадорского договора была создана Организация центральноамериканских стран, ODECA, которая, однако, не была эффективной из-за конфликтов между некоторыми участниками. В 1991 году была основана SICA, которая стала эффективным средством устранения разногласий между странами-членами. В настоящее время в неё входят 7 центральноамериканских стран и Доминиканская республика, расположенная в Вест-Индии, как ассоциированный член.
В рамках организации действуют Центральноамериканский парламент, Центральноамериканский банк экономической интеграции и Центральноамериканский свободный рынок. В планах — создание единой валюты и стандартизация паспортов.

## Дочерние организации
- Саммит президентов
- Саммит вице-президентов
- Центральноамериканский парламент, PARLACEN
- Центральноамериканский суд, CCJ
- Совет министров внешних дел
- Комитет глав исполнительной власти, CE-SICA
- Генеральный секретариат, SG-SICA
- Консультативный комитет, CC-SICA

## Члены
Постоянные члены
- Белиз
- Коста-Рика
- Гватемала
- Гондурас
- Никарагуа
- Панама
- Сальвадор

Ассоциированный член
- Доминиканская Республика

Наблюдатели
- Мексика
- Испания
- Китай
- Германия
- Чили